# Aganippe castellum
Aganippe castellum là một loài nhện trong họ Idiopidae.
Loài này thuộc chi Aganippe. Aganippe castellum được Barbara York Main miêu tả năm 1986.